# کیلوبیت
کیلو‌بیت یک ضریبی از واحد بیت است که برای انبارش داده کامپیوتری استفاده شده و علامتش kbit یا kb می‌باشد. پیشوند کیلو (با علامت k) در دستگاه بین‌المللی یکاها ضریب ۱۰۳ (هزار) تعریف شده است، بنابراین:
۱ کیلو‌بیت = ۱۰۳ بیت = ۱۰۰۰ بیت
در صورت استفاده کردن بایت‌های ۸ بیتی، یک کیلوبیت برابر ۱۲۸ بایت خواهد بود.
یکای کیلوبیت ارتباط نزدیکی با یکای کیبی‌بیت، یک یکای دودویی با پیشوند کیبی که به ارزش ۲۱۰ (۱۰۲۴) بیت بوده و حداکثر ۲٪ از کیلوبیت بزرگتر است، دارد. با وجود اینکه پیشوند‌های جدیدی بر مبنای دودویی توسط کمیسیون الکتروتکنیکی بین‌المللی (استاندارد آی‌ئی‌سی ۶۰۰۲۷) تعریف شده‌اند اما هنوز در بازار از پیشوندهای اس‌آی استفاده می‌شود.